# Kåre Holt
Kåre Holt, född 10 oktober 1916 i Våle i Vestfold, död 15 mars 1997, var en norsk författare.

## Biografi
Holts författardebut kom 1939 med barnboken Tore Kramkar. Han skrev en rad barnböcker, skådespel, radioteater, biografier och historiska romaner, med trilogin Kongen om Sverre Sigurdsson av Norge som sitt huvudverk. Han har också skrivit avmytologiserande romaner om ikoner inom den norska historien, däribland Kappløpet om Roald Amundsen från 1974. 
Holt blev tre gånger nominerad till Nordiska rådets litteraturpris: 1966 för romanen Kongen. Mannen fra utskjæret, 1970 för romanen Kongen. Hersker og trell och 1979 för romanen Sønn av jord og himmel.